# Phugoïde

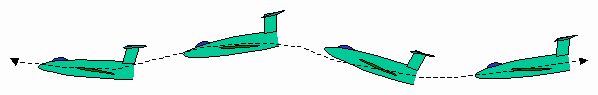
Schéma d'une courbe phugoïde.

Une phugoïde est le mouvement oscillatoire d'un avion durant lequel l'appareil alterne des ralentissements en montée et des accélérations en descente. Ce phénomène est couramment appelé « marsouinage ».
C'est un mode stable en général[évasif], mais dans certains cas[évasif] la phugoïde est instable au point de conduire à un décrochage. Ce phénomène a été impliqué dans plusieurs accidents aériens, comme celui des vol Japan Airlines 123 et vol United Airlines 232 ainsi que dans l'attaque du vol DHL en 2003 à Bagdad.